# ستيفن بوند
ستيفن بوند (بالإنجليزية: Stephen Roy Bond)‏ هو اقتصادي بريطاني، ولد في 18 يوليو 1963 في لنكولن في المملكة المتحدة.